# Asterina ligustricola
Asterina ligustricola är en svampart som beskrevs av Hosag. & Kamar. 2004. Asterina ligustricola ingår i släktet Asterina och familjen Asterinaceae.   Inga underarter finns listade i Catalogue of Life.